# Bruch (Gummersbach)

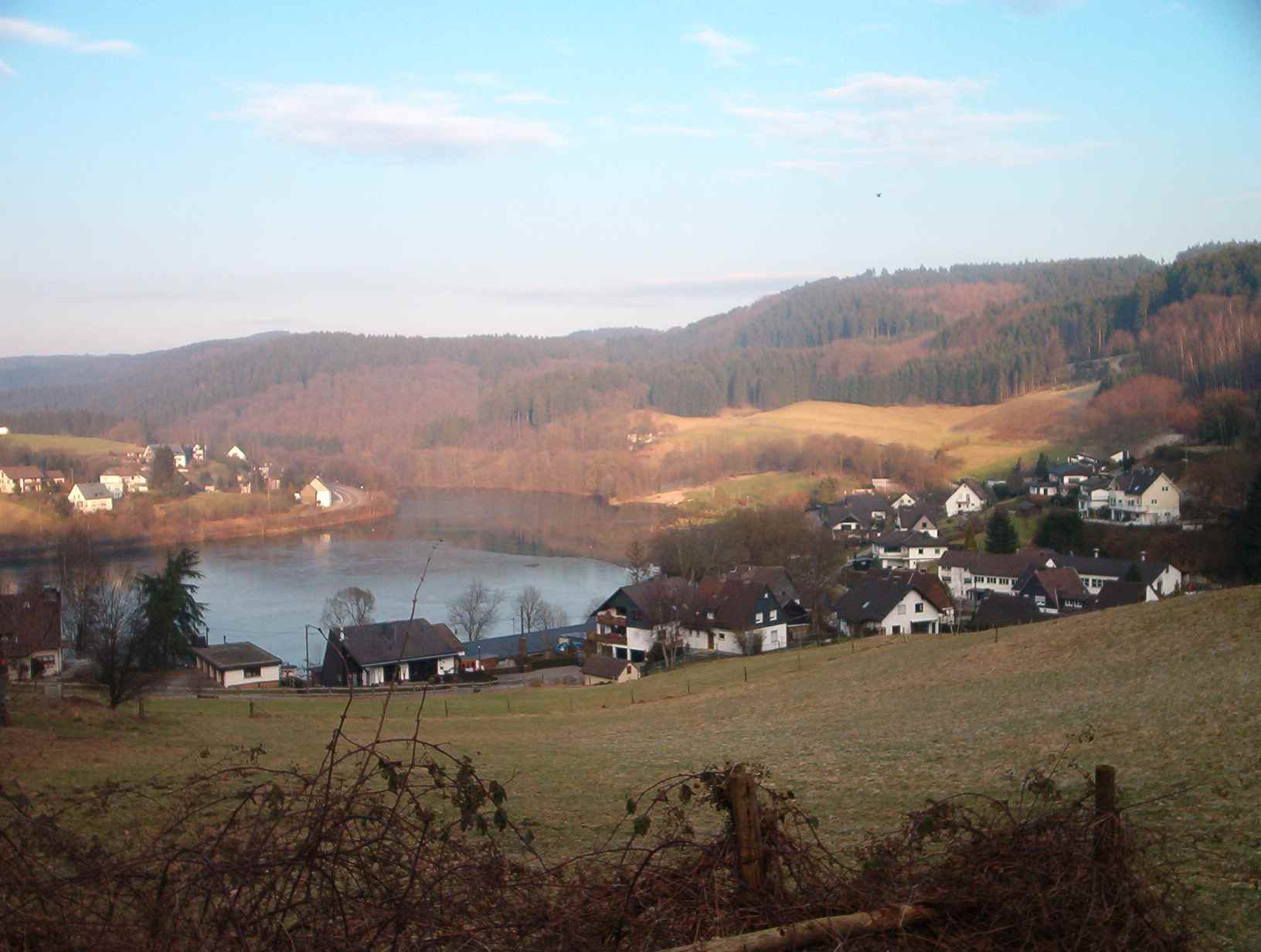
Bruch 2005

Bruch ist ein Ortsteil von Gummersbach im Oberbergischen Kreis im Regierungsbezirk Köln in Nordrhein-Westfalen (Deutschland).

## Geographie
Der Ort liegt gut sechs Kilometer nordwestlich des Stadtzentrums am Vorstaubecken der Aggertalsperre. Nachbarortsteile sind Deitenbach und Brink.

## Geschichte
Ein Teil der Ortschaft fiel 1927/1928 ebenso wie Wohn- und Wirtschaftsgebäude des Nachbarorts Deitenbach dem Bau der Aggertalsperre zum Opfer.

## Kultur
In Bruch befindet sich das städtische Strandbad, das am Vorstaubecken der Aggertalsperre eingerichtet wurde.
Außerdem liegt im Strandbad Bruch Start- und Zielpunkt des gleichfalls jährlich ausgetragenen „Gummersbacher Talsperren-Triathlon“ (Veranstalter: TV Dümmlinghausen-Hesselbach, seit 1984).

## Verkehr
Bruch ist nur mittelbar an den ÖPNV angeschlossen. Man erreicht den Ort mit der Buslinie 318 (Gummersbach – (Niedernhagen -) Lieberhausen / Piene / Pernze) über die Haltestelle Brink (ab dort etwa 400 m Fußweg).